# Zaltbommel

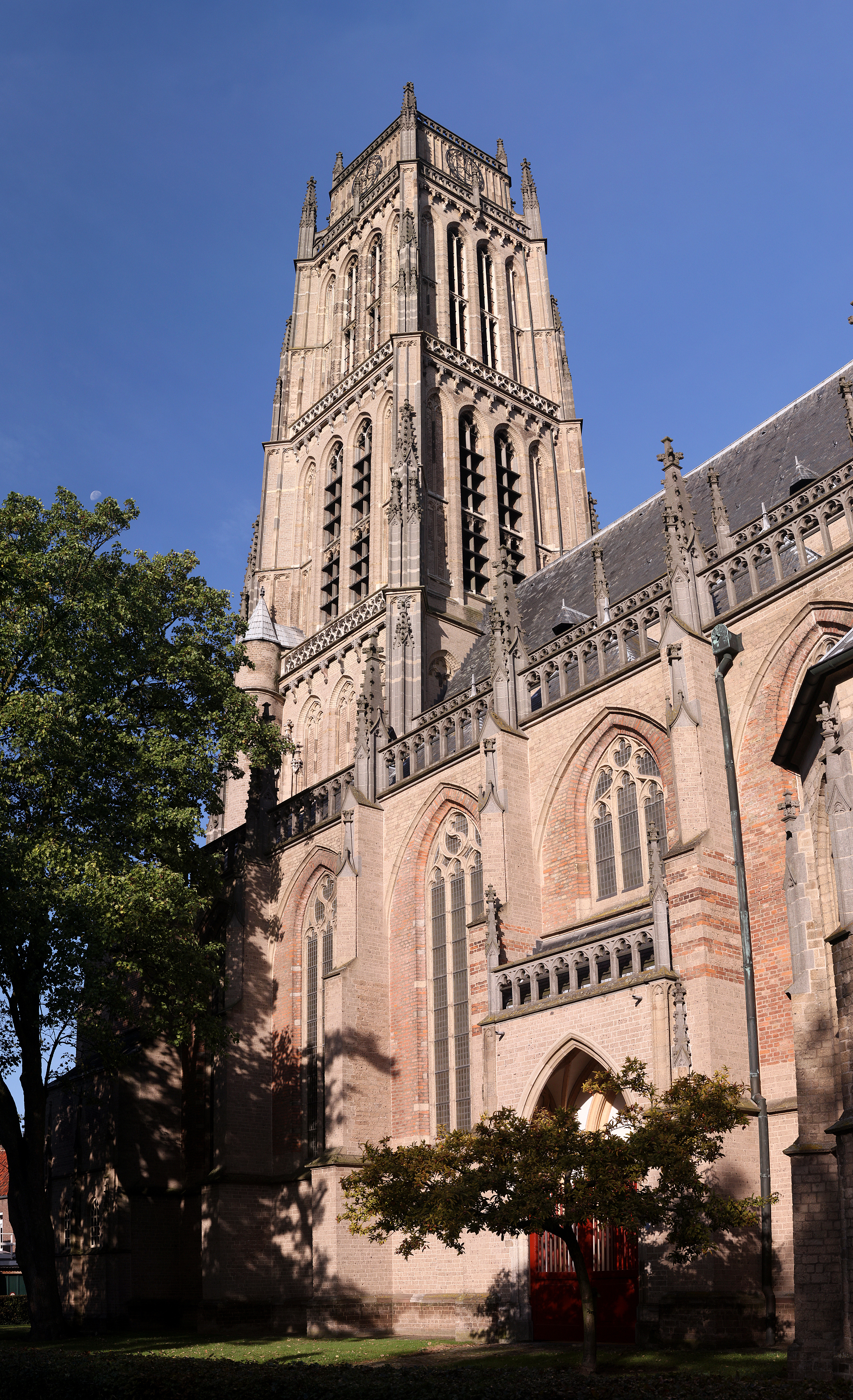
Zaltbommel

Zaltbommel är en kommun i provinsen Gelderland i Nederländerna. Kommunens totala area är 89,06 km² (där 9,12 km² är vatten) och invånarantalet är på 26 137 invånare (2005).

## Kända personer
- Conrad Leemans
- Willem Gerard van Nouhuys